# 15338 Dufault
15338 Dufault è un asteroide della fascia principale. Scoperto nel 1994, presenta un'orbita caratterizzata da un semiasse maggiore pari a 2,9213123 UA e da un'eccentricità di 0,1282306, inclinata di 2,94059° rispetto all'eclittica.